# Vânători (gmina Vânători)
Vânători – wieś w Rumunii, w okręgu Jassy, w gminie Vânători. W 2011 roku liczyła 1089 mieszkańców.